# Юнг, Альберт
Альберт Юнг (нем. Albert Jung; 29 апреля 1899, Санкт-Ингберт — 29 декабря 1970, Франкфурт-на-Майне) — немецкий дирижёр и композитор.
Окончил гимназию в Цвайбрюккене, затем изучал философию и историю искусства в Вюрцбургском и Франкфуртском университетах. В 1918—1920 гг. занимался также в Вюрцбургской консерватории. С 1920 г. учился игре на фортепиано у Вилли Реннера и композиции у Бернхарда Зеклеса, частным образом также изучал дирижирование под руководством Германа фон Шмайделя.
В 1932—1935 гг. руководил курортным оркестром в Бад-Орбе. В 1935 г. стал первым лауреатом премии Вестмарка, учреждённой нацистским региональным руководством для поощрения деятелей культуры, за увертюру для симфонического оркестра «Побудка» (нем. Weckruf); в том же году музыка Юнга была отобрана для исполнения в музыкальной программе съезда НСДАП в Нюрнберге. После этого Юнг стал первым руководителем Большого оркестра Саарбрюккенского государственного радио и возглавлял его до конца Второй мировой войны. Он также гастролировал как дирижёр в Греции.
В послевоенный период Юнг был подвергнут денацификации и несколько лет работал садовником, а в 1948 г. вновь возглавил небольшой оркестр в Бад-Орбе.
Наиболее известное сочинение Юнга — кантата на тему народной песни «На прекраснейших лугах».